# Eoneureclipsis alekto
Eoneureclipsis alekto är en nattsländeart som beskrevs av Malicky och Chantaramongkol 1997. Eoneureclipsis alekto ingår i släktet Eoneureclipsis och familjen fångstnätnattsländor. Inga underarter finns listade i Catalogue of Life.